# Prince George (manzana)
Prince George es una variedad cultivar de manzano (Malus domestica). 
Un híbrido del cruce de Lane's Prince Albert x Peasgood's Nonsuch. Criado por W.H. Divers en Surrey, Inglaterra. Las frutas tienen una pulpa firme, áspera, crujiente y amarillenta con un sabor muy ácido.

## Historia
'Prince George' es una variedad de manzana, híbrido procedente del cruce como Parental-Madre 'Lane's Prince Albert' x polinizado por variedad Parental-Padre 'Peasgood's Nonsuch'. Desarrollado y criado Criado por W.H. Divers en Surrey, Inglaterra, (Reino Unido) a principios del siglo XX.
'Prince George' se cultiva en la National Fruit Collection con el número de accesión: 1935-009 y Accession name: Prince George.

## Características
'Prince George' árbol de extensión erguida, de vigor moderadamente vigoroso, portador de espuela. Tiene un tiempo de floración que comienza a partir del 7 de mayo con el 10% de floración, para el 14 de mayo tiene una floración completa (80%), y para el 22 de mayo tiene un 90% caída de pétalos.
'Prince George' tiene una talla de fruto grande; forma de redondos a redondeados, con una altura de 69.50mm, y con una anchura de 90.50mm; con nervaduras débiles a medias; epidermis con color de fondo verde amarillo, con un sobre color marrón, importancia del sobre color bajo, y patrón del sobre color chapa, presentando un ruborizado pardusco en la cara expuesta al sol, la piel presenta un nivel medio grasoso, "russeting" (pardeamiento áspero superficial que presentan algunas variedades) bajo; la piel adquiere una débil sensación grasosa en la madurez; cáliz pequeño y cerrado, asentado en una cuenca de mediana profundidad, algo estrecha y ligeramente estriada; pedúnculo corto y algo robusto, colocado en una cavidad con "russeting" profunda y estrecha; carne es de color amarillento, de grano grueso, firme, crujiente. Sabor muy ácido.
Listo para cosechar a mediados de octubre. Se conserva bien durante dos meses en cámaras frigoríficas.

## Usos
Una buena manzana de uso en cocina. Hace una deliciosa salsa de manzana agridulce.

## Ploidismo
Diploide, auto estéril. Grupo de polinización: Grupo E, Día 16.